# Antti Kangasniemi
Antti Kangasniemi, född 6 juni 1985 i Tammerfors, är en finländsk professionell ishockeyspelare.